# Ruan Major
Ruan Major – wieś w Anglii, w hrabstwie Kornwalii, w dystrykcie (unitary authority) Kornwalia, w civil parish Grade-Ruan. Leży 30 km od miasta Truro. W 1931 roku civil parish liczyła 55 mieszkańców.